# 那谷寺站
那谷寺站（日语：／ Natadera eki */?）是位於石川縣小松市那谷町，北陸鐵道連絡線（加南線）的鐵路車站（廢站）。
此站最接近那谷寺。在紅葉季節，車站會聚集大批觀光客。

## 歷史
- 1914年（大正3年）11月1日：溫泉電軌車站啟用[1]。
- 1943年（昭和18年）10月13日：在合併後成為北陸鐵道連絡線的車站。
- 1953年（昭和28年）3月20日：新設那谷寺變電站。
- 1958年（昭和33年）10月10日：新站舍落成啟用。
- 1962年（昭和37年）11月23日：連絡線宇和野站至粟津溫泉站之間廢除，此站也被廢除[1]。

## 車站構造
此站是地面車站，設有1面2線的島式月台、貨物側線和變電站。

## 現狀
車站遺址變為道路。

## 相鄰車站
北陸鐵道
連絡線
榮谷－那谷寺－馬場

## 注腳
1. 1 2  今尾惠介《日本鐵道旅行地圖帳》6號 北信越（新潮社、2008年）p.27

## 相關項目
- 日本鐵路車站列表 Na